# Republic: The Revolution
Republic: The Revolution est un jeu vidéo de stratégie en temps réel édité en 2003 par Eidos Interactive et développé par Elixir Studios, studio fondé par Demis Hassabis — un ex-programmeur des studios Lionhead. Doté d'un concept novateur, le jeu a reçu un accueil mitigé — à l'image d'un Black and White. Ici, le joueur y incarne un responsable politique qui doit prendre la tête de son pays et renverser le gouvernement par ses actions, plus ou moins régulières, ceci dépendant des choix stratégiques du joueur.
Le jeu devait connaître une suite en 2007, Republic Dawn: The Chronicles of the Seven, développée par Nicely Crafted Entertainment, mais le projet n'a pas été mené à terme.

## Synopsis
L'action se déroule à Novistrana, un ancien état soviétique imaginaire de l'Europe de l'Est, dirigé par un dictateur corrompu et brutal. Le peuple est soumis et a besoin d'un nouveau leader.

## Concept
Le joueur incarne un responsable politique, il doit créer une faction, s'emparer du pouvoir et étendre son influence dans tout le pays… jusqu'à peut-être engager la révolution.

## Système de jeu
Republic: The Revolution est un jeu de stratégie, les actions du joueur s'effectuent sur le plan de la ville (trois villes de taille croissante sont disponibles dans le jeu) séparé en quartiers chacun ayant des propriétés différentes, certains quartiers sont pauvres ou ouvriers, d'autres sont des quartiers économiques, d'autres des quartiers riches… et dont l'opinion politique change en fonction des actions du joueur et de leur impact, notamment médiatique.
Le joueur doit aménager l'emploi du temps de son leader et de ses hommes de main, à chaque action menée, cela lui coûte en argent, en influence ou en popularité mais lui fait généralement gagner de l'expérience ou l'approbation du peuple.
Le joueur, après avoir défini une stratégie politique, doit s'entourer de relations de confiance, et d'amis de circonstance afin de parvenir à ses fins. Il devra mobiliser les gens d'après ses compétences, faire du démarchage, créer un rassemblement, ou diminuer la popularité d'un opposant en lui faisant du chantage ou des menaces.
Les épisodes de négociations entre les joueurs sont représentés par un jeu de cartes, à chaque tour il pose une carte et gagne un nombre de points défini, pour remporter la confiance d'un homme neutre ou changer l'idéologie d'un opposant il faudra atteindre un certain niveau de points.

## Développement
Cliff Harris, développeur à Positech Games et auteur notamment des jeux de la série Democracy, a travaillé comme stagiaire sur la partie statistique de ce jeu. On y retrouve d'ailleurs des designs très apparentés à ses créations actuelles pour la présentation statistique et graphique des données.
Le jeu est doté d'un moteur 3D assez exceptionnel dénommé le Totality engine, capable d'afficher un nombre de polygones, en théorie, infini mais en pratique le moteur s'adapte à la configuration — et donc le nombre de polygones infini implique un ordinateur d'une puissance infinie. L'IA des personnages a été développée avec des augmented transition networks (ATN). La durée du développement du jeu a été de 3 ans.
Prévu sur Xbox le jeu a finalement été annulé. Un mode multijoueur a été à l'essai mais sa finalisation aurait pris trop de temps et a été abandonnée, bien qu'un temps un patch avait été envisagé

## Accueil

### Récompenses
- Meilleur jeu de stratégie de l'E3 2002 pour GameSpy
- nommé parmi les meilleurs jeux de stratégie de l'E3 2002 pour IGN
- nommé parmi les meilleurs jeux innovants de l'E3 2003 pour IGN
- nommé dans la catégorie meilleur jeu de stratégie à l'E3 2002 (Official E3 Award).